# Orosz ötök

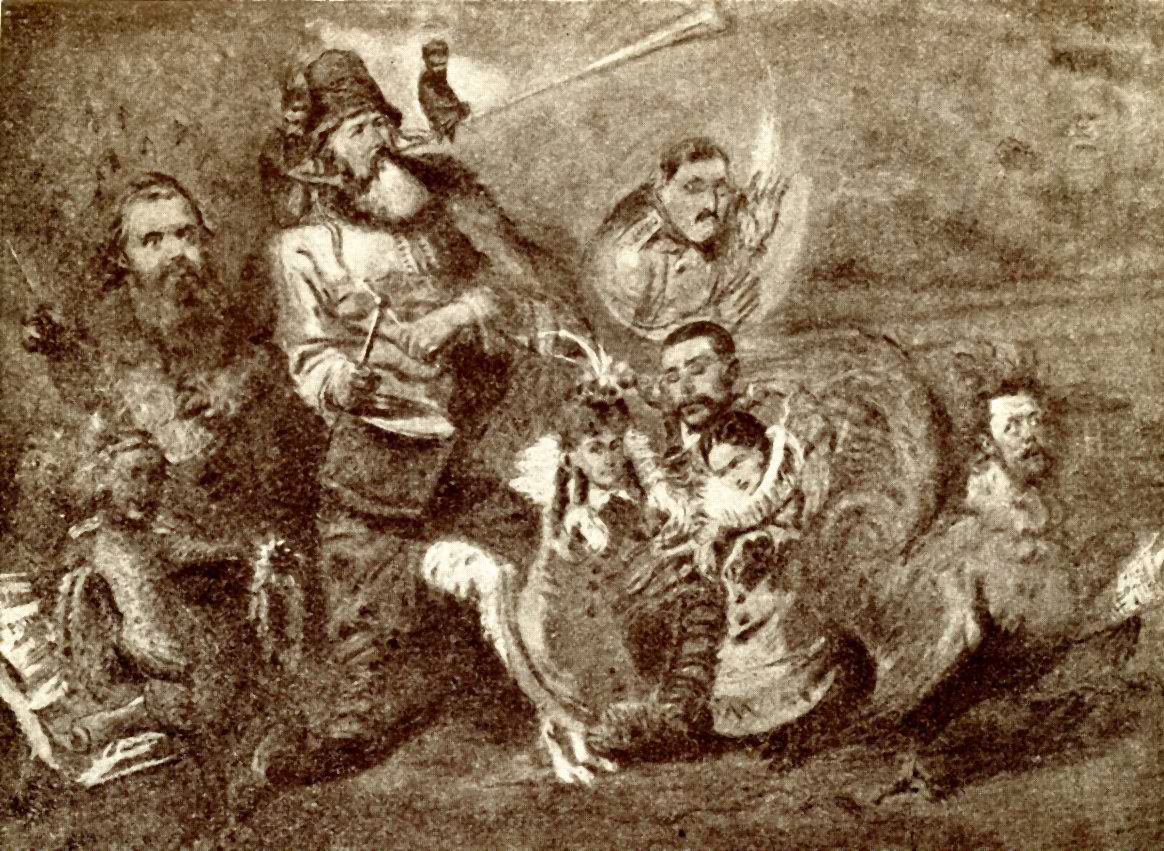
Korabeli karikatúra a „jelentős csoportocska” tagjairól, és védnökükről, V. V. Sztaszovról (K. J. Makovszkij pasztellrajza, 1871)

Az orosz ötök társasága orosz zeneszerzők egy csoportját takarja, akik zenei munkásságukat javarészt a 19. század második felében fejtették ki.

## A név
Az elnevezés orosz eredetijét: Могучая кучка (szó szerint „hatalmas (vagy jelentős) kis csoport”), Vlagyimir Vasziljevics Sztaszov (1824–1906), a kor nagy tekintélyű művészeti és zenekritikusa használta – rokonszenve és támogatása jeleként – arra az öt fiatal orosz zeneszerzőből álló művészcsoportra, akik önmagukat novátoroknak, azaz „megújítók”-nak nevezték. Az „orosz ötök” (vagy csak „ötök”) kifejezés az idegen nyelvekben terjedt el.

## A társaság tagjai
A társaság 1856-ban Szentpétervárott kezdett szerveződni, Milij Alekszejevics Balakirev kezdeményezésére, és 1862-ben, Borogyin csatlakozásával vált teljessé.  Érdekesség hogy a csoport tagjai lényegében autodidakta zeneszerzők voltak: Balakirev zenét szervezett formában alig tanult, Muszorgszkij katonatiszt, Borogyin kémiaprofesszor, Rimszkij-Korszakov tengerésztiszt, Kjui hadmérnök volt.
- Milij Alekszejevics Balakirev (1837–1910), az alapító
- Modeszt Petrovics Muszorgszkij (1839–1881)
- Alekszandr Porfirjevics Borogyin (1833–1887)
- Nyikolaj Andrejevics Rimszkij-Korszakov (1844–1908)
- Cezar Antonovics Kjui (1835–1918), a csoport kiáltványának megszerkesztője.

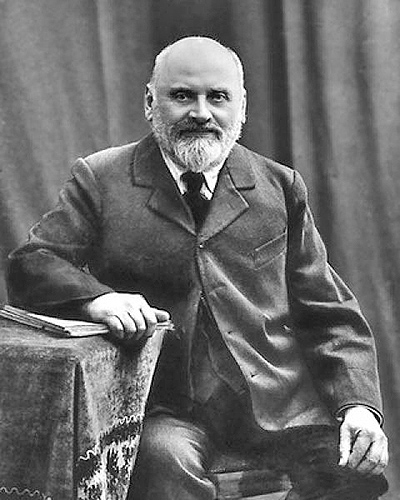
Milij Alekszejevics Balakirev
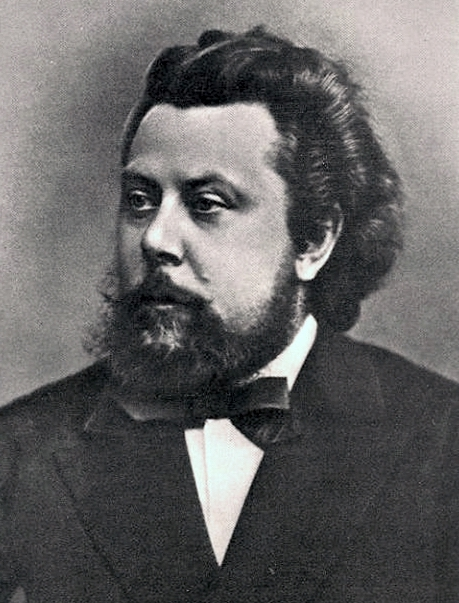
Modeszt Petrovics Muszorgszkij
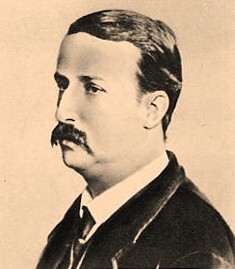
Alekszandr Porfirjevics Borogyin
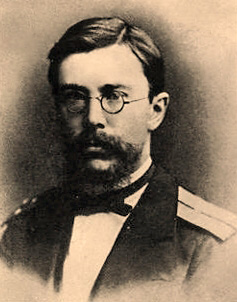
Nyikolaj Andrejevics Rimszkij-Korszakov
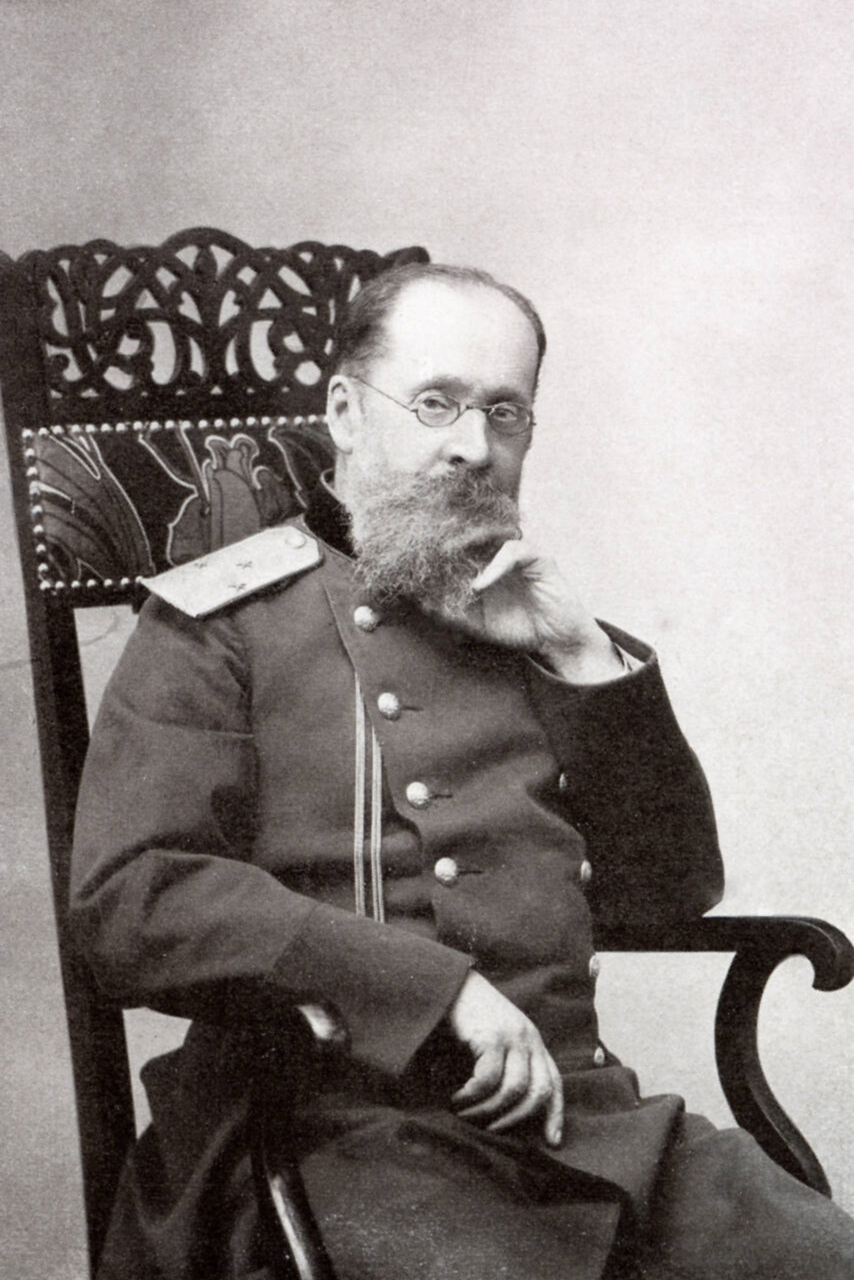
Cezar Antonovics Kjui

## Hitvallás
Az „Ötök” társaságát alkotó zeneszerzők fő művészi célkitűzése az orosz nemzeti romantikus zenei stílus erősítése volt, Mihail Ivanovics Glinka (1804 –1857) nyomdokán haladva, akit az orosz népi hagyományokon alapuló nemzeti zeneszerzés megalapítójának tartottak. Szembehelyezkedtek azokkal az orosz zeneszerzőkkel, akiknek zenei stílusa inkább nyugat-európai zenei példákat követett, ez utóbbiak legjelentősebb képviselője Pjotr Iljics Csajkovszkij (1840–1893). A csoport széthullása az 1870-es években kezdődött, amikor az alapító Balakirev egy időre visszavonult a zenei életből.
Az „Orosz ötök” társaságának tagjai valamennyien Szentpétervárott, az Alekszandr Nyevszkij-kolostor (Александро-Невская лавра) területén fekvő Tyihvini temetőben (Тихвинское кладбище) nyugszanak.

## Hatásuk
A csoport tagjai – Kjui kivételével – több későbbi nagy orosz realista zeneszerzőt tanítottak, vagy meghatározó erővel hatottak ezek munkásságára. E későbbi tanítványaik, követőik közé sorolhatók például:
- Alekszandr Konsztantyinovics Glazunov (1865–1936),
- Mihail Mihajlovics Ippolitov-Ivanov (1859–1935),
- Szergej Vasziljevics Rahmanyinov (1873–1943),
- Szergej Szergejevics Prokofjev (1891–1953),
- Igor Fjodorovics Sztravinszkij (1882–1971),
- Dmitrij Dmitrijevics Sosztakovics (1906–1975) és mások.